# العلاقات السريلانكية اللاتفية
العلاقات السريلانكية اللاتفية هي العلاقات الثنائية التي تجمع بين سريلانكا ولاتفيا.

## مقارنة بين البلدين
هذه مقارنة عامة ومرجعية للدولتين:
| وجه المقارنة                                              | سريلانكا                         | لاتفيا                                             |
| --------------------------------------------------------- | -------------------------------- | -------------------------------------------------- |
| المساحة (كم2)                                             | 65.61 ألف                        | 64.59 ألف                                          |
| عدد السكان (نسمة)                                         | 21.44 مليون                      | 1.93 مليون                                         |
| الكثافة السكانية (ن./كم²)                                 | 326.78                           | 29.88                                              |
| العاصمة                                                   | سري جاياواردنابورا كوتي، كولمبو  | ريغا                                               |
| اللغة الرسمية                                             | اللغة السنهالية، اللغة التاميلية | اللغة اللاتفية                                     |
| العملة                                                    | روبية سريلانكي                   | يورو، لاتس لاتفي، الروبل اللاتفي ‏، الروبل اللاتفي ‏ |
| الناتج المحلي الإجمالي (بليون دولار)                      | 87.17 مليار                      | 30.26 مليار                                        |
| الناتج المحلي الإجمالي (تعادل القوة الشرائية) بليون دولار | 246.62 مليار                     | 49.24 مليار                                        |
| الناتج المحلي الإجمالي الاسمي للفرد دولار أمريكي          | 3.93 ألف                         | 14.06 ألف                                          |
| الناتج المحلي الإجمالي للفرد دولار أمريكي                 | 11.11 ألف                        | 23.55 ألف                                          |
| مؤشر التنمية البشرية                                      | 0.757                            | 0.819                                              |
| رمز المكالمات الدولي                                      | +94                              | +371                                               |
| رمز الإنترنت                                              | .lk،                             | .lv                                                |
| المنطقة الزمنية                                           | ت ع م+05:30                      | ت ع م+02:00، ت ع م+03:00، أوروبا/ريغا ‏             |

## منظمات دولية مشتركة
يشترك البلدان في عضوية مجموعة من المنظمات الدولية، منها:
| علم المنظمة | اسم المنظمة                               | تاريخ انضمام سريلانكا | تاريخ انضمام لاتفيا |
| ----------- | ----------------------------------------- | --------------------- | ------------------- |
|             | مؤسسة التنمية الدولية                     | 27 يونيو 1961         | 11 أغسطس 1992       |
|             | يونسكو                                    | 14 نوفمبر 1949        | 9 يوليو 1951        |
|             | وكالة ضمان الاستثمار متعدد الأطراف        | 27 مايو 1988          | 21 أغسطس 1998       |
|             | الأمم المتحدة                             | 14 ديسمبر 1955        | 17 سبتمبر 1991      |
|             | الاتحاد البريدي العالمي                   | ?                     | ?                   |
|             | البنك الدولي للإنشاء والتعمير             | 29 أغسطس 1950         | 11 أغسطس 1992       |
|             | المنظمة الهيدروغرافية الدولية             | ?                     | ?                   |
|             | الاتحاد الدولي للاتصالات                  | 1897                  | 11 ديسمبر 1921      |
|             | منظمة حظر الأسلحة الكيميائية              | ?                     | ?                   |
|             | مؤسسة التمويل الدولية                     | 20 يوليو 1956         | 29 سبتمبر 1993      |
|             | المركز الدولي لتسوية المنازعات الاستشارية | 11 نوفمبر 1967        | 7 سبتمبر 1997       |
|             | منظمة التجارة العالمية                    | ?                     | 1999                |
|             | منظمة الشرطة الجنائية الدولية             | ?                     | ?                   |

## وصلات خارجية
- موقع وزارة الخارجية السريلانكية
- موقع وزارة الخارجية اللاتفية